# Ayr (cràter marcià)
Ayr és un cràter d'impacte del planeta Mart situat amb el sistema de coordenades planetocèntriques a -38.88 ° latitud N i 91.72 ° longitud E. La col·lisió va causar una obertura de 12.74 quilòmetres de diàmetre en la superfície del quadrangle Hellas (MC-28) del planeta. El nom va ser aprovat l'any 1991 per la Unió Astronòmica Internacional en honor de la ciutat d'Ayr, a Queensland (Austràlia).